# Hype Channel
Hype Channel was een radioprogramma op de Vlaamse radiozender Studio Brussel.
Hype Channel ging vanaf 2006 elke donderdagavond onder leiding van presentator Steven Lemmens en muzieksamensteller Nadiem Shah op zoek naar nieuwe hypes en muziek op het internet.
Hierbij kwamen bijvoorbeeld mash-ups, onuitgebrachte remixes en andere op het wereldwijde web verborgen songs aan bod. Zowel de sociaalnetwerksites, blogs en last.fm kwamen aan bod.

## Meer informatie
- https://www.nieuwsblad.be/article/detail.aspx?articleid=G3H10V242